# Kożanówka
Kożanówka es un pueblo ubicado en la gmina Kodeń, distrito de Biała Podlaska, voivodato de Lublin, Polonia.

## Superficie
Cuenta con una superficie de 6,550 kilómetros cuadrados.

## Demografía
Hasta 2011 la población era de 49 habitantes, con una densidad de población de 7,481 habitantes por kilómetro cuadrado. Estaba conformada por 26 hombres (53,1%) y 23 mujeres (46,9%), según el censo de la Oficina Central de Estadística.